# Joan Pera (baloncestista)
Joan Pera Vila (nacido el 15 de octubre de 1960 en Calella, Cataluña) es un exjugador de baloncesto español. Con 1,95 m de estatura, su puesto natural en la cancha era el de alero.

## Trayectoria
- Cantera Cotonificio Badalona.
- 1976-81 Cotonificio Badalona.
- 1981-82 Club Baloncesto Valladolid.
- 1982-83 Cotonificio Badalona.
- 1983-85 Lícor 43 Santa Coloma.
- 1985-86 Español.
- 1986-92 Club Baloncesto Gran Canaria.